# 탄소강
탄소강(炭素鋼, carbon steel)은 철과 탄소의 합금으로 탄소 함량이 0.02~2.11%인 것을 말한다. 소량의 규소, 망간, 인, 황 등을 포함하고 있다. 강의 성질은 주로 탄소함유량에 따라서 결정된다.

## 같이 보기
- 단금
- 용접